# 제1차 십자군
제1차 십자군(First Crusade)은 1095년 예루살렘으로 출병한 기독교 사상 최초의 십자군이다. 제1차 십자군의 직접적 원인은 1095년에 동로마 황제 알렉시오스 1세 콤니노스가 지원을 호소한 데 있었다.
당시 이슬람 세계는 분열되어 있던 상태였기 때문에 십자군의 공략에 제대로 대응하지 못하였다. 레몽, 고드프루아, 보에몽 등 쟁쟁한 군웅들을 앞세우고, 총사령관으로는 명목상이긴 하지만 아데마르 주교가 있었고 은자 피에르도 따라갔다.
제1차 십자군이 콘스탄티노플에 도착, 먼저 니케아를 공격하고 안티오키아를 공략한다. 그러나 도중에 아데마르 주교가 사망함으로 해서 군웅들 간에 유대감이 사라지고 군웅 할거로 치닫게 되었다.
예루살렘에 도착하여, 1099년 십자군은 마침내 예루살렘 정복에 성공한다. 성 안으로 난입한 십자군은 많은 시민들을 학살하고, 재물을 약탈하는 만행을 저질렀다.
그 결과, 시리아에서부터 팔레스타인에 걸쳐 이르는 중동 지역에 예루살렘 왕국을 비롯한 몇 개의 십자군 국가가 세워졌다. 예루살렘 왕국의 왕으로는 가장 존재감 없고 중립적인 고드프루아가 되었으나, 얼마 못되어 죽었다. 보에몽은 아데마르의 후임인 다임베르트와 짜고 예루살렘을 노렸으나 다임베르트는 일찌감치 온 고드프루아의 동생 보두앵에게 밀려나고, 보에몽은 무슬림들에게 붙잡혀 감옥에 갇히게 되며 공식적으로 끝이난다.